# Freccia Vallone femminile 2006
La Freccia Vallone femminile 2006, nona edizione della corsa e valida come quarta prova della Coppa del mondo di ciclismo su strada femminile 2006, si svolse il 19 aprile 2006 su un percorso di 106 km, con partenza da Huy e arrivo al Muro di Huy, in Belgio. 
La vittoria fu appannaggio della britannica Nicole Cooke, la quale completò il percorso in 2h48'05", alla media di 36,322 km/h, precedendo le tedesche Judith Arndt e Trixi Worrack.
Sul traguardo del muro di Huy 89 cicliste, su 146 partite da Huy, portarono a termine la competizione.

## Percorso
L'edizione 2006, contò la presenza di 5 muri: il più lungo fu la Côte de Hautebisse, mentre il più duro, fu quello conclusivo di Huy.

### Muri
| Numero | Nome               | Chilometro | Lunghezza (m) | Pendenza media (%) |
| ------ | ------------------ | ---------- | ------------- | ------------------ |
| 1      | Côte de Pailhe     | 36,5       | 1000          | 5,3                |
| 2      | Côte de Hautebisse | 58,5       | 2700          | 3,9                |
| 3      | Côte de Bohissau   | 77         | 1300          | 7,6                |
| 4      | Côte de Ahin       | 95         | 2300          | 6,3                |
| 5      | Muro di Huy        | 106        | 1300          | 9,3                |

## Squadre e corridori partecipanti
| N.      | Cod. | Squadra                             |
| ------- | ---- | ----------------------------------- |
| 1-9     | UPT  | Univega Pro Cycling Team            |
| 11-16   | NUR  | Equipe Nürnberger Versicherung      |
| 21-26   | TMO  | T-Mobile Women                      |
| 31-39   | BFE  | Buitenpoort-Flexpoint               |
| 41-48   | MEN  | Nobili Rubinetterie-Menikini-Cogeas |
| 51-56   | BEL  | Selezione Belgio                    |
| 61-66   | AAD  | AA-Drink Cycling Team               |
| 71-76   | FRA  | Selezione Francia                   |
| 83-89   | FRW  | A.S. Team F.R.W                     |
| 91-97   | ELK  | Elk Haus No                         |
| 101-109 | DEU  | Selezione Germania                  |
| 111-116 | BIG  | Bigla Cycling Team                  |
| 121-126 | USA  | Selezione USA                       |

| N.      | Cod. | Squadra                          |
| ------- | ---- | -------------------------------- |
| 131-137 | BAK  | Bianchi Aliverti Kookai          |
| 141-146 | NLD  | Selezione Paesi Bassi            |
| 151-156 | BPD  | Bizkaia-Panda-Durango            |
| 161-170 | ESP  | Selezione Spagna                 |
| 171-178 | FEN  | Fenixs-Colnago                   |
| 181-186 | LTU  | Selezione Lituania               |
| 191-196 | LBL  | Lotto-Belisol Ladiesteam         |
| 201-206 | NZL  | Selezione Nuova Zelanda          |
| 211-216 | VCT  | Vlaanderen-Capri Sonne-T Interim |
| 221-226 | TOP  | Top Girls Fassa Bortolo          |
| 231-236 | SAF  | Safi-Pasta Zara Manhattan        |
| 241-246 | VFU  | Vienne Futuroscope               |

## Ordine d'arrivo (Top 10)
| Pos. | Corridore         | Squadra       | Tempo    |
| ---- | ----------------- | ------------- | -------- |
| 1    | Nicole Cooke      | Univega       | 2h55'03" |
| 2    | Judith Arndt      | T-Mobile      | a 2"     |
| 3    | Trixi Worrack     | Nürnberger    | a 3"     |
| 4    | Oenone Wood       | Nürnberger    | a 7"     |
| 5    | Amber Neben       | Buitenpoort   | a 9"     |
| 6    | Edita Pučinskaitė | Nobili Rub.   | s.t.     |
| 7    | Sofie Goor        | Vlaanderen    | s.t.     |
| 8    | Nicole Brändli    | Bigla         | a 12"    |
| 9    | Noemi Cantele     | Bigla         | a 18"    |
| 10   | An Van Rie        | Lotto-Belisol | a 20"    |